# Deux enfants au soleil (album)
Albums de Jean Ferrat
La Fête aux copains
(1962)
Deux enfants au soleil est le premier 33 tours 25 cm de Jean Ferrat. L'album est sorti en 1961, chez Decca.

## Listes des titres de l'album
| No  | Titre                  | Auteur                                        | Durée |
| --- | ---------------------- | --------------------------------------------- | ----- |
| 1.  | Deux enfants au soleil | Claude Delécluse - Jean Ferrat                |       |
| 2.  | Ma môme                | Pierre Frachet - Jean Ferrat                  |       |
| 3.  | Regarde-toi Paname     | Pierre Frachet - Jean Ferrat                  |       |
| 4.  | J'entends, j'entends   | Louis Aragon - Jean Ferrat                    |       |
| 5.  | Ma fille               | Jamblan - Jean Ferrat                         |       |
| 6.  | Paris-Gavroche         | Jean Ferrat, Georges Bérard - Charles Riniéri |       |
| 7.  | Ta chanson             | Jean Ferrat                                   |       |
| 8.  | Napoléon IV            | Jean Ferrat                                   |       |
| 9.  | L'Éloge du célibat     | Pierre Frachet - Jean Ferrat                  |       |
| 10. | Federico Garcia Lorca  | Jean Ferrat - Claude-Henri Vic                |       |

## Crédits
- Arrangements et direction musicale : Alain Goraguer[1]